# سیه‌رخ وودوارد
سیه‌رخ وودوارد (نام علمی: Batis fratrum) نام یک گونه از سرده سیه‌رخ‌ها است.